# Mns Mesjid (Meurah Mulia)
Mns Mesjid is een bestuurslaag in het regentschap Aceh Utara van de provincie Atjeh, Indonesië. Mns Mesjid telt 398 inwoners (volkstelling 2010).